# Sérange Mebina
Sérange Mebina, plus connue sous le nom de "Maman Hélène" est une actrice-comédienne camerounaise, née en 1952 et morte le 20 décembre 2010. Elle est connue pour avoir partagé la scène avec l'acteur-comédien Jean Miché Kankan,.

### Carrière
Sérange Mebina fait ses débuts au théâtre ; elle est découverte par Dieudonné Afana Ebogo, dit Jean Miché Kankan. Le célèbre comédien l'enrôle à ses côtés et c'est d'abord sous le pseudonyme de "Maman Fish" qu'il lui assigne des rôles. Satisfait de ses bonnes prestations, c'est sous "Maman Hélène" que désormais, Jean Miché Kankan décide de continuer avec l'actrice-comédienne,. Cinq ans après la mort de "Kankan", "Maman Hélène" écrira L'héritage de Jean Miché Kankan, sorti en version audio en 2002 puis en vidéo en 2003. En 2004, elle dépose ses valises en France, en région parisienne, grâce à des contrats décrochés de ce côté et à un prix remporté au Cameroun ; elle commettra Maman Hélène à Paris et Kankan revient. En plus de l'écriture de ses chefs-d'œuvre, elle travaillera dans un restaurant camerounais.
Sérange Mebina a fait des apparitions dans les films La fièvre jaune taximan sorti en 1985 et Le retraité sorti en 1990.

### Famille
Sérange Mebina est mère de deux enfants. Elle laisse des nombreux frères et sœurs qui résident à Yaoundé.

### Décès
Durant son séjour en France, on lui diagnostique un cancer. Elle prendra des soins qui la guérissent temporairement de la maladie. Mais plus tard, elle n'y survivra pas ; elle décède le 20 décembre 2010 à Yaoundé, à l'âge de 58 ans. Elle est enterrée à Minkana, par Obala.

## Filmographie
- La fièvre jaune taximan (1985)[7]
- Le retraité (1990)[7]
- L'élève international
- La maladie d'amour
- Le polygame
- Le mauvais payeur.
- Le revenat.
- L'héritage de Jean Miché Kankan (2003).
- Le meilleur petit (2003)[8]
- Maman Hélène à Paris.
- Kankan revient.